# HD 62991
HD 62991，又名CD-37 3861，SAO 198390、HR 3016，是一颗恒星，视星等为6.54，位于銀經252.31，銀緯-6.73，其B1900.0坐标为赤經7h 41m 30.7s，赤緯-37° -6.73′ 43″。